# 마이포현
마이포현(스페인어: Provincia de Maipo)은 칠레 산티아고 수도주를 구성하는 6개의 현 가운데 하나로 현도는 산베르나르도이며 면적은 1,120.5km2, 인구는 440,591명(2012년 기준), 인구 밀도는 390명/km2이다.